# Euvrilletta xyletinoides
Euvrilletta xyletinoides là một loài bọ cánh cứng thuộc chi Euvrilletta trong họ Ptinidae.